# Glenea discoidalis
Glenea discoidalis là một loài bọ cánh cứng trong họ Cerambycidae.